# Mitspe-Ramon Airport
Den här artikeln har delvis skapats av Lsjbot, ett program (en robot) för automatisk redigering (2016-09). Artikeln kan eventuellt innehålla språkliga fel eller ett märkligt bildurval. Mallen kan avlägsnas efter en kontroll av innehållet.
Mitspe-Ramon Airport (hebreiska: מנחת מצפה רמון, engelska: Kanaf 25, hebreiska: כנף 2, engelska: Wing 25, Matred) är en flygplats i Israel.   Den ligger i distriktet Södra distriktet, i den södra delen av landet. Mitspe-Ramon Airport ligger 648 meter över havet och invigdes 1982.
Terrängen runt Mitspe-Ramon Airport är platt österut, men västerut är den kuperad. Mitspe-Ramon Airport ligger uppe på en höjd. Runt Mitspe-Ramon Airport är det ganska glesbefolkat, med 42 invånare per kvadratkilometer. Närmaste större samhälle är Midreshet Ben-Gurion, 13,9 km nordost om Mitspe-Ramon Airport. Trakten runt Mitspe-Ramon Airport är ofruktbar med lite eller ingen växtlighet.